# Google Fit
Google Fit — это платформа для отслеживания состояния здоровья, разработанная Google для операционной системы Android, Wear OS и iOS. Это единый набор API, который объединяет данные из нескольких приложений и устройств. Google Fit использует датчики в трекере активности пользователя или мобильном устройстве для записи физических упражнений, которые сравниваются с целями фитнеса пользователя, чтобы обеспечить исчерпывающее представление об их физической форме.

## История
Google Fit был анонсирован на конференции Google I/O 25 июня 2014 года. Комплект для разработки программного обеспечения для Google Fit был выпущен 7 августа 2014 года. Fit представлен публике 28 октября 2014 года.
В августе 2018 года Google объявил о модернизации своей платформы Android Fit, которая добавляет цели активности на основе рекомендаций Американской кардиологической ассоциации и Всемирной организации здравоохранения. Обновления предназначены для того, чтобы помочь Fit лучше предоставлять показатели для других видов деятельности, помимо ходьбы, и побудить пользователей к занятиям, которые будут повышать частоту сердечных сокращений, без необходимости посещения тренажерного зала.
В апреле 2019 года Google анонсировал Google Fit для iOS, предлагающий аналогичные возможности своего аналога на Android. Google Fit для iOS использовал Apple Health, Nike Run Club, Headspace или подключенное устройство, такое как Apple Watch или умные часы Wear OS, подключенные к пользовательскому устройству.

## Функции
Google Fit предоставляет единый набор API-интерфейсов для приложений и производителей устройств для хранения и доступа к данным об активности из фитнес-приложений и датчиков на Android и других устройствах. Пользователи могут выбрать, кому будут передаваться их данные о фитнесе, а также удалить эту информацию в любое время.